# Josef Hiršal
Josef Hiršal, né le 24 juillet 1920 à Chomutice et mort le 15 septembre 2003  à Prague, est un poète, romancier et traducteur tchèque.

## Biographie

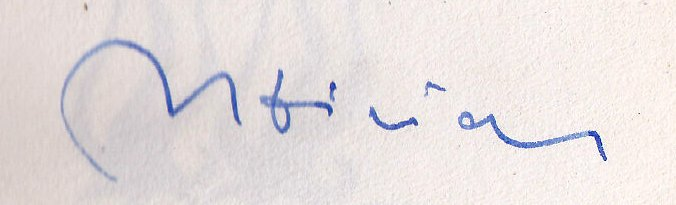
Signature de Josef Hiršal.

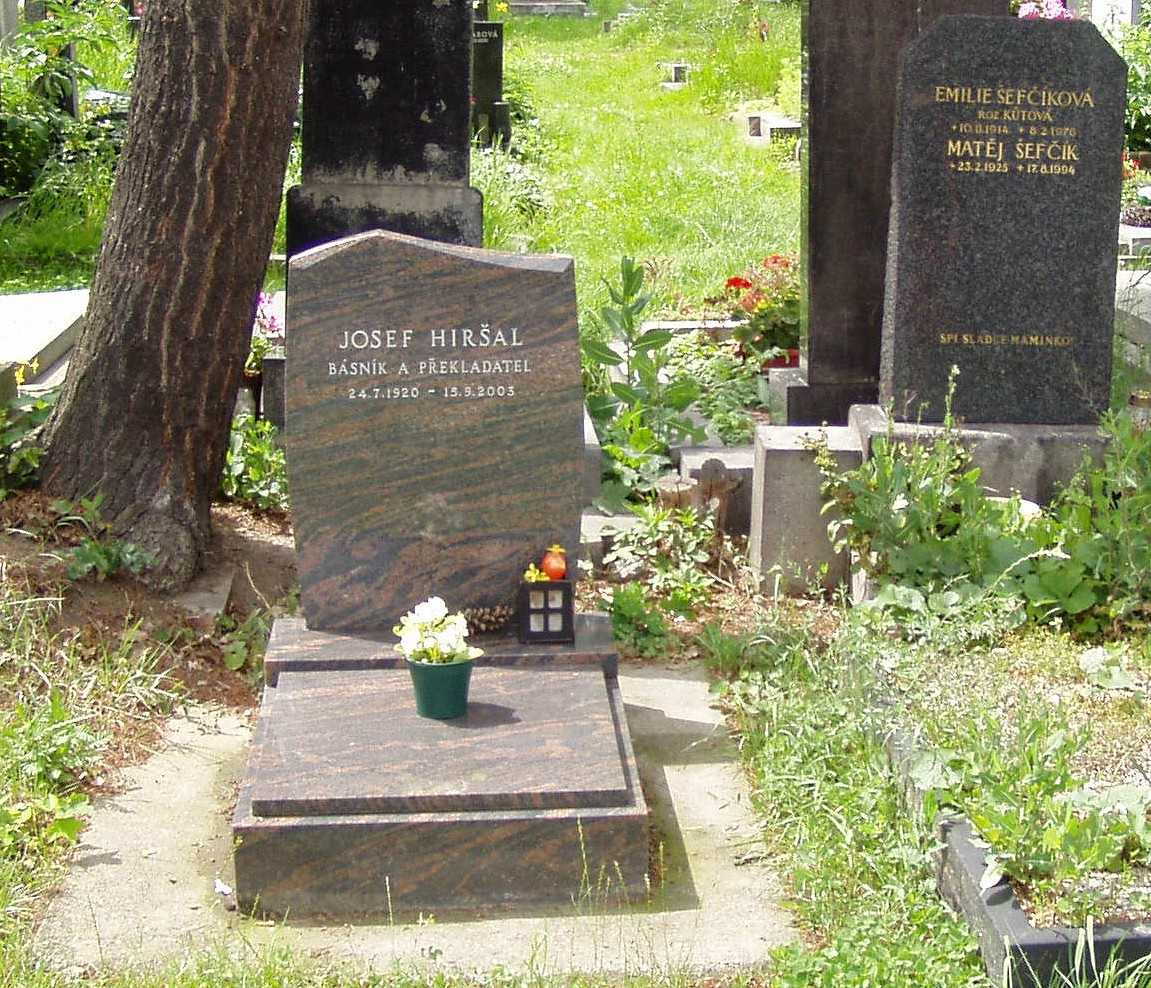
Sépulture de Josef Hiršal à Prague.

Tout au long de sa vie, en collaboration avec sa compagne la poétesse Bohumila Grögerová (1921–2014), Josef Hiršal écrit des poèmes, des mémoires et des ouvrages destinés à la jeunesse. Il est journaliste politique dans des périodiques étrangers. Il traduit vers le tchèque depuis l'allemand, l'anglais, le chinois, le croate, l'espagnol, le français, le géorgien, l'italien, le norvégien, le persan, le polonais, le portugais, le roumain, le serbe, le slovène, le suédois et le tadjik. Eugène Ionesco, Heinrich Heine, Christian Morgenstern, Edgar Allan Poe, L'Arioste, Boccace, Fernando Pessoa, Luis de Góngora, Henrik Ibsen, Erik Lindegren, Miroslav Krleža et Roumi sont les écrivains les plus notables qu'il traduit. Entre 1972 et 1989, il est interdit de publication. En 1968, en plein Printemps de Prague, il développe la poésie expérimentale en Tchécoslovaquie. En 1977, il fait partie des signataires de la Charte 77.

## Œuvre
- Kocourkov, SNDK, 1959
- O podivné záhadě na poštovním úřadě, SNDK, 1962
- JOB-BOJ, Československý spisovatel, 1968
- Trojcestí, Mladá fronta, 1991